# Makua (Sprache)
Makua (auch: EMakua, Makhuwa, Macua) ist eine im Norden des südostafrikanischen Landes Mosambik beheimatete Bantusprache. Sie ist die Sprache des gleichnamigen Makua-Volkes. 
Erst am Anfang des 20. Jahrhunderts begann man für die Sprache die lateinische Schrift einzuführen.